# Agra

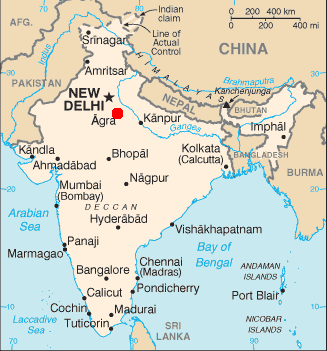
Karta över Indien och Agra.

Taj Mahal, Agras mest berömda byggnad.

Agra är en stad vid floden Yamuna i västra delen av den indiska delstaten Uttar Pradesh, och är den administrativa huvudorten för distriktet Agra. Staden ligger drygt 200 km söder om Delhi, 168 m ö.h. Agra hade 1 585 704 invånare vid folkräkningen 2011, med totalt 1 760 285 invånare i hela storstadsområdet.
Staden var från 1586 (efter flytten från Fatehpur Sikri) till 1658 huvudstad i mogulriket. Agra är känt för att hysa Taj Mahal, ett mausoleum från 1600-talet.

## Historia
Staden hade 188 022 invånare 1901, när staden var säte för Förenade provinsernas brittiske guvernör. Staden grundades av Sikandar Lodhi 1504 (enligt en annan uppgift av raja Badal Singh 1475); i slutet av 1500-talet gjordes Agra av Akbar den store till de moguliska härskarnas säte, men avtog i makt, sedan Aurangzeb gjort Delhi till sin och sina efterträdares huvudstad. 1784 intogs Agra av maratherna och föll 1803 i britternas händer.